# Tourrette-Levens

Tourrette-Levens este o comună în departamentul Alpes-Maritimes din sud-estul Franței. În 1 ianuarie 2022 avea o populație de 4.633 de locuitori.